# Sex Rules
"Sex Rules" é uma canção gravada pela cantora americana de indie pop Sky Ferreira para o seu Ep de estreia As If! (2011). Foi lançado em 1 de Março de 2011 pela Capitol Records como o primeiro single. A canção foi escrita por Ferreira, Greg Kurstin, Billy Steinberg, e Daniel Luttrell, enquanto a produção ficou a cargo de Kurstin.

## Fundo e Composição
Depois de lançar as faixas "17", "One" e "Obsession", Ferreira anunciou que seu primeiro álbum de estúdio será lançado em 11 de janeiro de 2011. No entanto, foi em vez substituído por seu primeiro extended play (EP) As If !, que foi disponibilizado em 22 de Março. Em antecipação do seu lançamento, a Capitol Records encomendou "Sex Rules" como o primeiro single do projeto; que foi lançado através do iTunes Store em 1 de Março de 2011. A Faixa, e a própria Ferreira, foram destaque em um comercial para a casa de moda americana Calvin Klein; ela acreditava que a publicidade que ela recebeu de seus projetos na indústria da moda foi benéfica para as suas aspirações na indústria da música, e, especificamente, creditou sua primeira colaboração com Calvin Klein com "[fazendo] um monte de aparições públicas, tanto em moda quanto em música, ciente do meu trabalho."
"Sex Rules", foi co-escrita por Ferreira. Greg Kurstin, Billy Steinberg, e Daniel Luttrell forneceram contribuições de composição durante a sua criação, enquanto Kurstin era o único responsável por supervisionar sua produção. A faixa proeminente explora os estilos eletropop e o synthpop , as tendências particularmente apresentaram influências de músicas dos anos 1980, representa uma partida estilística de faixas anteriores de Ferreira e seus projetos posteriores; "17" foi notada por sua mistura de componentes de música disco,  enquanto faixas do seu segundo Extended Play, Ghost (2012) e o álbum de estreia Night Time, My Time (2013) experimentou elementos mais comumente associados indie pop.

## Recepção crítica
" Sex Rules" recebeu críticas favoráveis dos críticos de música contemporânea. Escrevendo para a MTV Buzzworthy, Nicole James elogiou a faixa: "Madonna super cedo" e "synthpop do século XXI", e achou semelhanças em Chromeo, La Roux, e Robyn. Ela concluiu seu comentário descrevendo a canção como "divertida [e] sexy". Bradley Stern do muumuse falou favoravelmente de Sex Rules em sua revisão de As If!; ele dirigiu o seu louvor para a sua "Blippy, deslizando batidas de eletro e um baixo muito bom", enquanto que, adicionalmente, observando sua aparente inspiração da cantora pop Britney Spears. Um escritor da Idolator, expressa emoção que Ferreira continuou perseguindo seus esforços musicais depois do cover de "animal", de Miike Snow. Eles elogiaram Ferreira e Steinberg pelo desenvolvimento de uma "sintonia difícil de resistir", que se fundiu em uma inspiração dos anos 1980 com a individualidade artística que Ferreira tinha se associado, e pensei que a faixa iria ajudá-la a estabelecer proeminência na cultura mainstream." Escrevendo para Rolling Stone, Colleen Nika estava confiante de que Sex Rules introduziu um som "espetado", que poderia se tornar popular no mercado de rádio hit contemporânea em evolução. No entanto, Jon Caramanica do The New York Times opinou que o desempenho vocal é "seco" e tornou difícil para Ferreira de entregar significativamente as letras.

## Faixas
| "Sex Rules" – Digital download |                |                |         |  |
| N.º                            | Título         | Produtores     | Duração |  |
| 1.                             | "Sex Rules"    | Kurstin        | 2:44    |  |
| Duração total:                 | Duração total: | Duração total: | 2:44    |  |

## Histórico de Lançamento
| País           | Data               | Formato          | Gravadora | Ref.  |
| -------------- | ------------------ | ---------------- | --------- | ----- |
| Estados Unidos | 1 de Março de 2011 | Download digital | Capitol   | [ 6 ] |

## Ligações Externas
- Sex Rules no MetroLyrics